# Neirone
Neiróne (Neion o Nejön in ligure) è un comune italiano di 891 abitanti della città metropolitana di Genova in Liguria.

## Geografia fisica
Il territorio comunale è ubicato in val Fontanabuona lungo l'omonimo torrente, in una conca alle pendici occidentali del monte Caucaso (1.245 m), ad est di Genova. Attraverso il passo del Portello (1.040 m s.l.m.), a circa 12 km dal centro di Neirone, è possibile il collegamento tra la valle fontanina e l'alta val Trebbia.
Tra le vette del territorio il monte Montaldo (1136 m), il monte Lavagnola (1113 m), la Rocca Cavallina (1110 m), il monte Corsica (1096 m), il monte Bocco (1092 m), il monte Bragaglino (968 m), il monte Perdono (913 m), il monte Carpena (907 m), il monte Borghigliano (846 m), la Rocca Cavello (797 m), il monte Zuccarello (777 m), il monte Spina (743 m).

## Storia

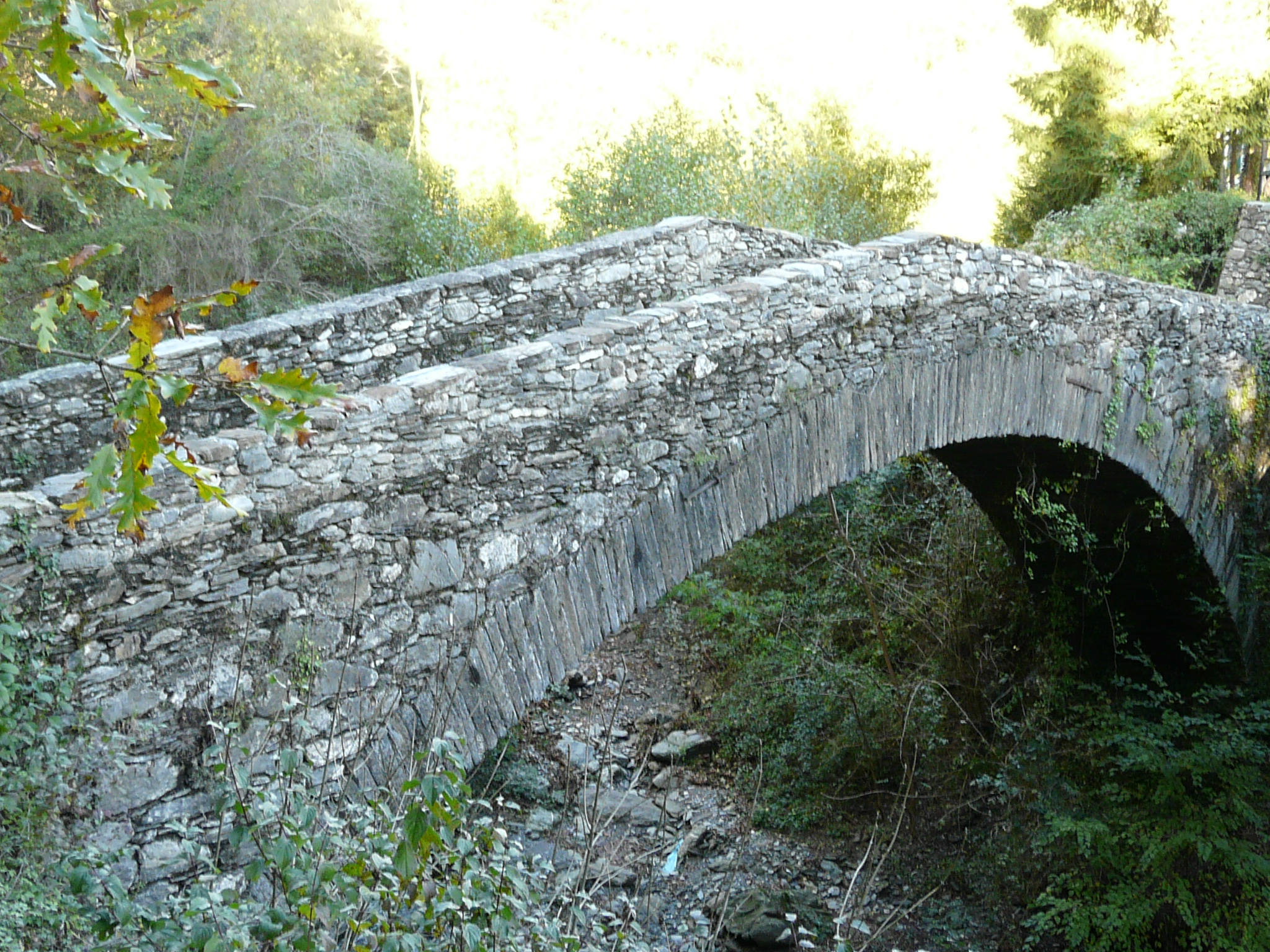
Antico ponte presso Ognio

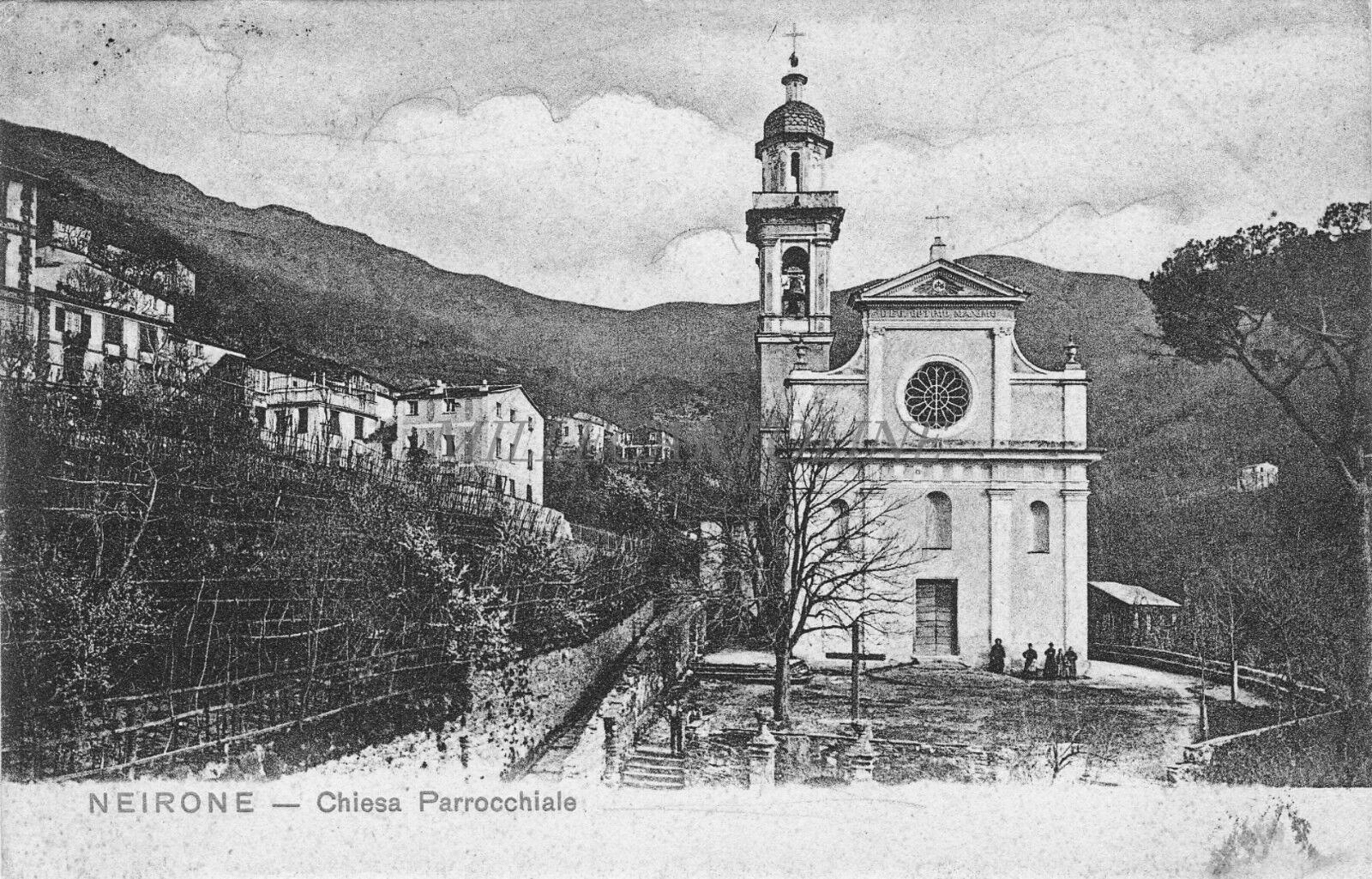
La chiesa di San Maurizio e il centro del paese nel 1904

L'insediamento ha un'origine preromana. L'eccezionale ritrovamento di una tomba a cassetta di un guerriero della tribù dei Liguri, avvenuto nel 1889 nella frazione di Corsiglia, indicò infatti la presenza di esseri umani nell'area già almeno dal V secolo a.C..
La prima citazione documentale del borgo risale invece al 1147, in un antico documento ecclesiastico.
Dal 1387 il paese fu sottoposto al controllo religioso della plebania di Uscio, fino al passaggio di potere verso la famiglia Fieschi di Lavagna. A partire dal 1433 gli stessi Fieschi cedettero il feudo alla Repubblica di Genova, seguendone pertanto le sorti, ed eleggendo i due borghi di Neirone e Roccatagliata a sede dell'omonima podesteria.
Nel 1797, con la dominazione francese di Napoleone Bonaparte, rientrò dal 2 dicembre nel dipartimento del Golfo del Tigullio, con capoluogo Rapallo, all'interno della Repubblica Ligure. Dal 28 aprile del 1798 con i nuovi ordinamenti francesi, Neirone rientrò nel VI cantone, come capoluogo, della giurisdizione della Frutta e dal 1803 centro principale del III cantone dell'Appennino nella giurisdizione dell'Entella. Annesso al Primo Impero francese, dal 13 giugno 1805 al 1814 venne inserito nel dipartimento degli Appennini.
Nel 1815 fu inglobato nel Regno di Sardegna, secondo le decisioni del congresso di Vienna del 1814, che sottopose la municipalità di Neirone nella provincia di Chiavari sotto la divisione di Genova. Dal 1859 al 1926 il territorio fu compreso nel VI mandamento di Cicagna del circondario di Chiavari dell'allora provincia di Genova, nel Regno d'Italia.
Dal 1973 al 30 aprile 2011 ha fatto parte della Comunità montana Fontanabuona.

### Simboli
Stemma
Gonfalone

Lo stemma e il gonfalone sono stati concessi con decreto del presidente della Repubblica dell'8 aprile 1975.

## Monumenti e luoghi d'interesse

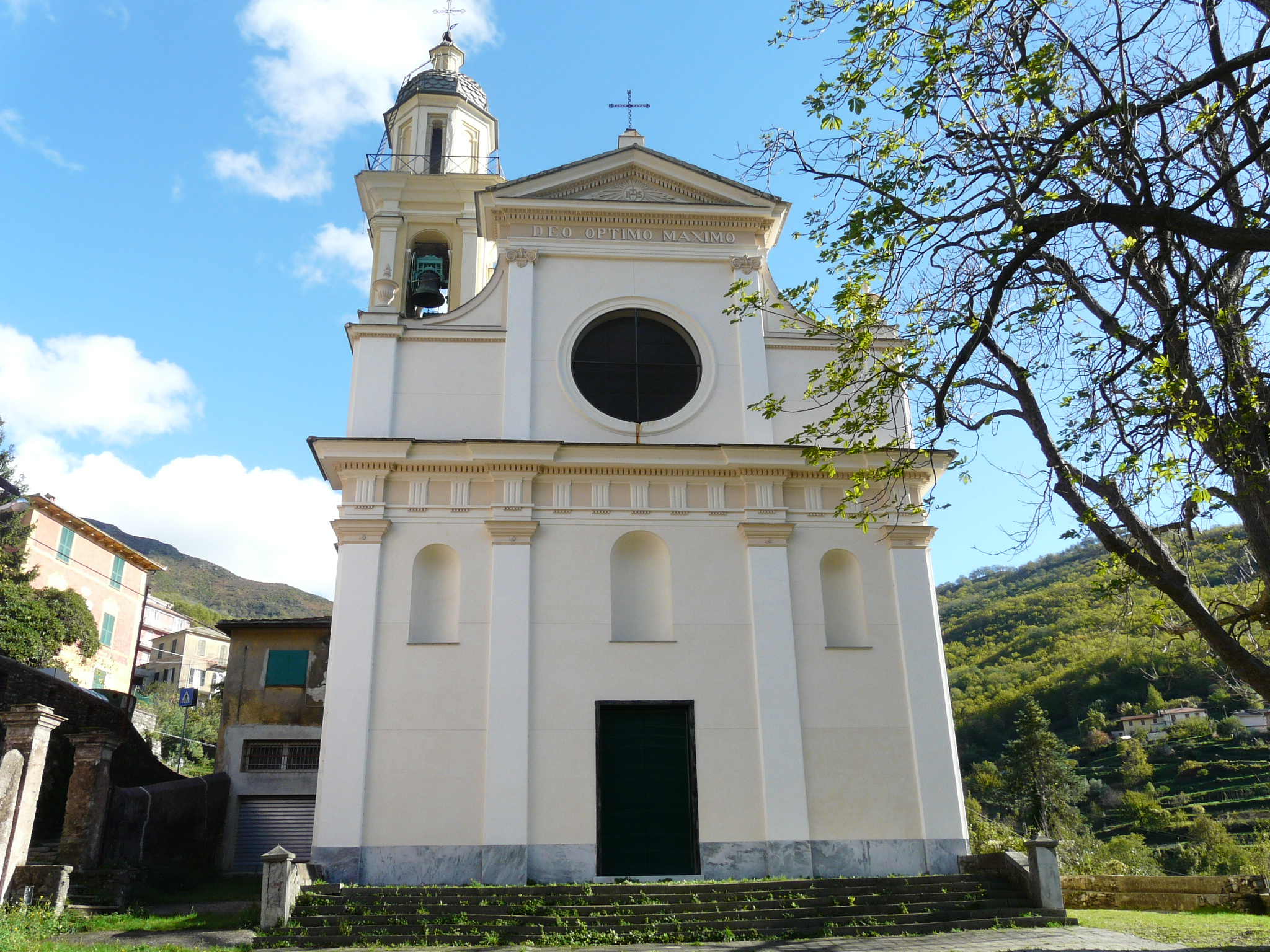
La chiesa parrocchiale di San Maurizio presso Neirone

### Architetture religiose
- Chiesa parrocchiale di San Maurizio martire nel capoluogo. Edificata nel XVII secolo, ospita tra le varie sculture una statua della Madonna del Rosario ad opera di Giovanni Maragliano, nipote del celebre Anton Maria Maragliano. È inoltre presente un affresco che rappresenta la vallata della Fontanabuona, dominata dall'antico castello feudale. L'edificio fu consacrato dal primo vescovo di Chiavari, Fortunato Vinelli, nel 1896.
- Chiesa di San Rocco nella frazione di Ognio.
- Chiesa parrocchiale di San Lorenzo martire nella frazione di Roccatagliata.
- Chiesa parrocchiale di San Marco Evangelista nella frazione di San Marco d'Urri. La sua parrocchia fu istituita da monsignor Orazio Spinola il 7 luglio del 1603.

### Architetture militari
A Roccatagliata fu edificato, nel periodo medievale, un castello dalla nobile famiglia dei Fieschi, quest'ultima feudataria del territorio di Neirone, che verrà distrutto nel XVI secolo. Per valorizzare e reperire nuove testimonianze storiche, e quindi rinvenimenti del maniero stesso, è stato istituito un apposito "parco archeologico" di scavo curato dall'ente comunale con supporti dalla Soprintendenza per i Beni archeologici della Liguria. Nel luglio 2010 è stato altresì organizzato, in collaborazione con la stessa soprintendenza, un percorso storico-archeologico lungo l'itinerario dei "Feudi Fliscani" nell'alta val Fontanabuona tra le località di Gattorna e Roccatagliata. Nel 2011 sono stati stanziati fondi comunali e regionali a supporto degli scavi.

### Reperti archeologici
La tomba a cassetta di Roccatagliata, rinvenuta dal reverendo Dondero nel 1889, è databile fra il V e il VI secolo a.C. e apparteneva a un guerriero di una tribù ligure. Ospitata nel museo di archeologia ligure a Pegli, i rinvenimenti furono prima depositati presso i locali del museo geologico dell'Università di Genova e ancora in altri locali comunali dopo l'acquisto, nel 1909, da parte del Comune di Genova.

## Società

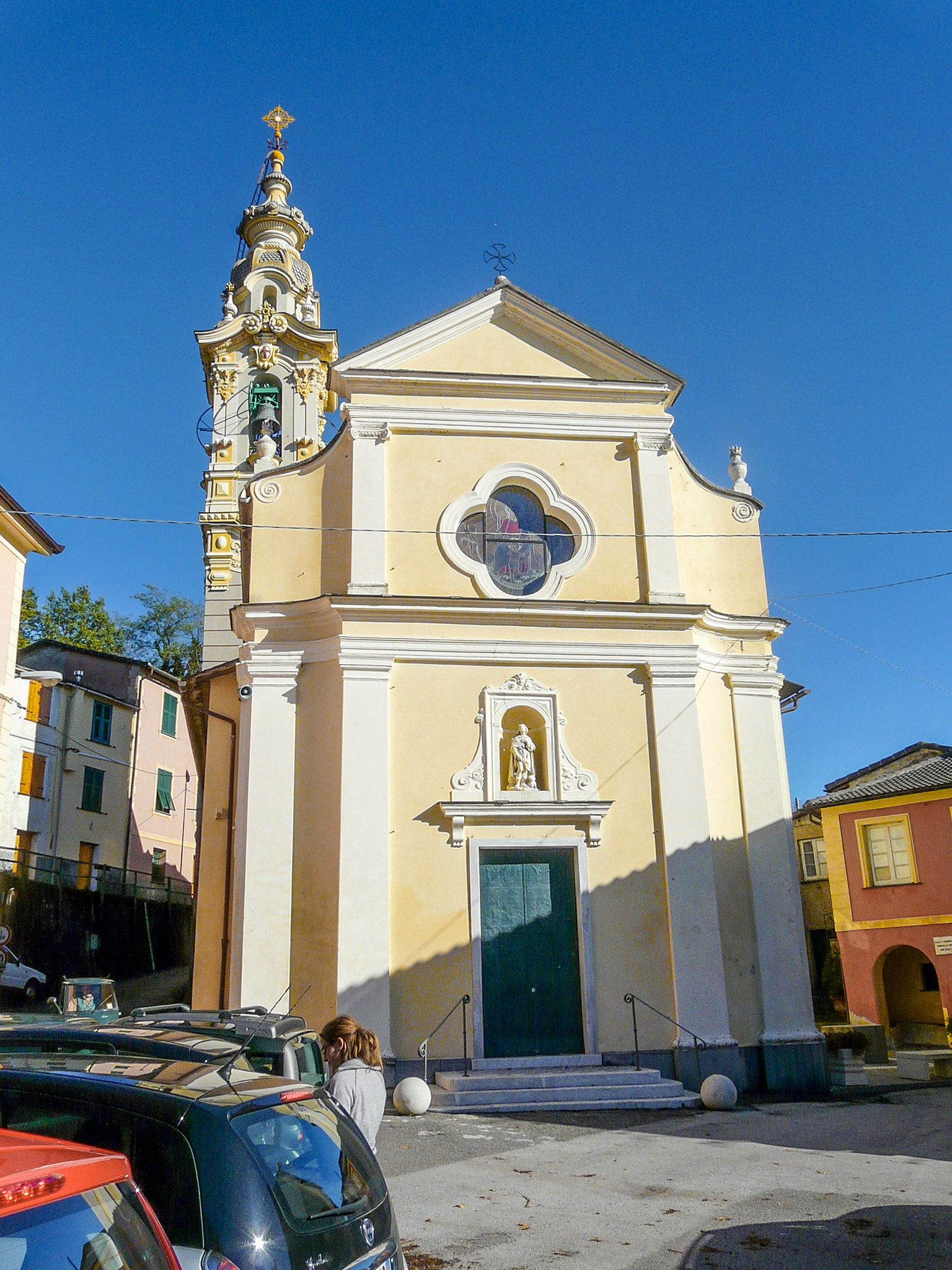
La chiesa di San Rocco ad Ognio

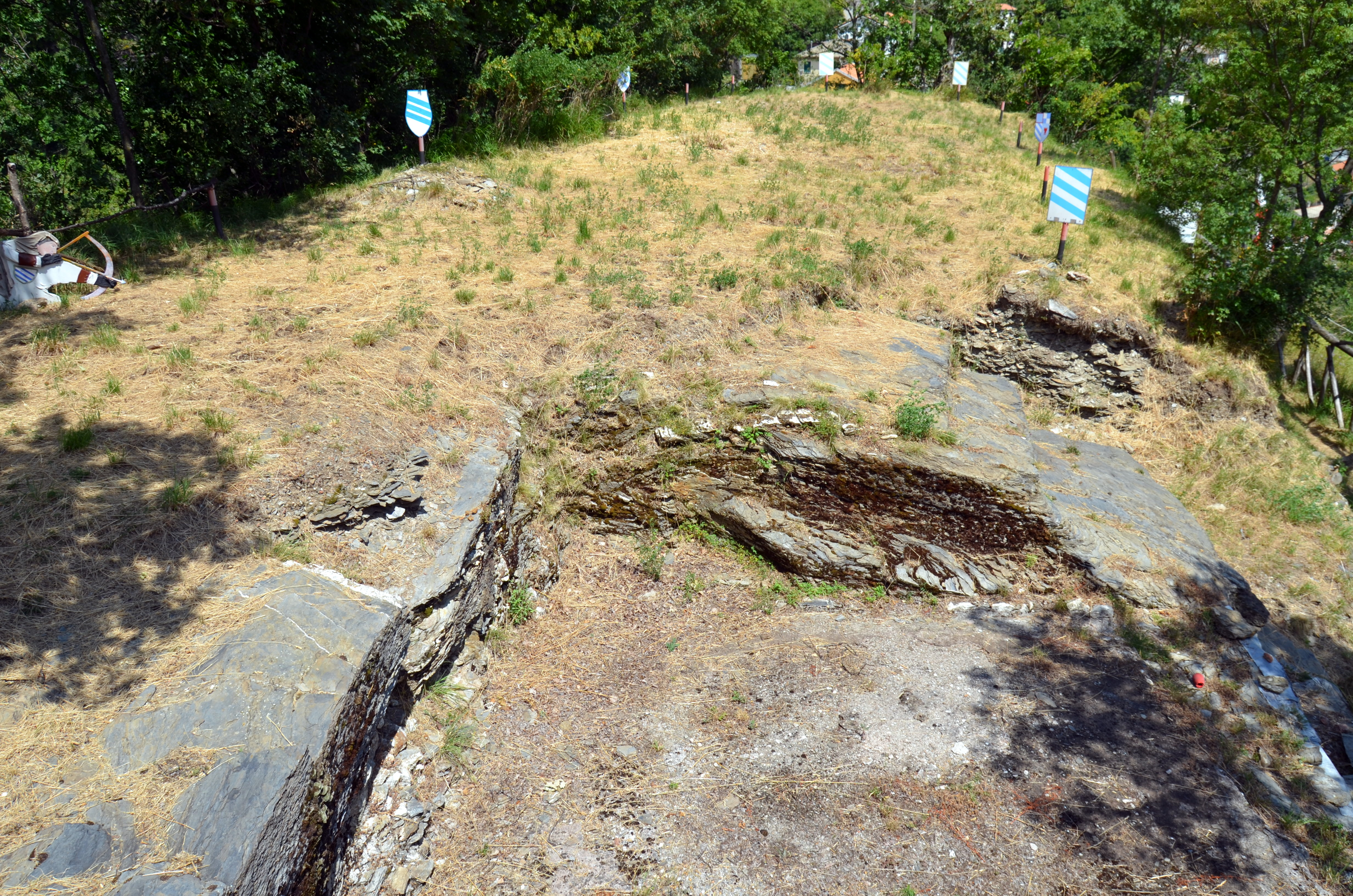
I ruderi del castello di Roccatagliata

### Evoluzione demografica
Abitanti censiti

### Etnie e minoranze straniere
Secondo i dati Istat al 31 dicembre 2022, i cittadini stranieri residenti a Neirone sono 37.

## Geografia antropica

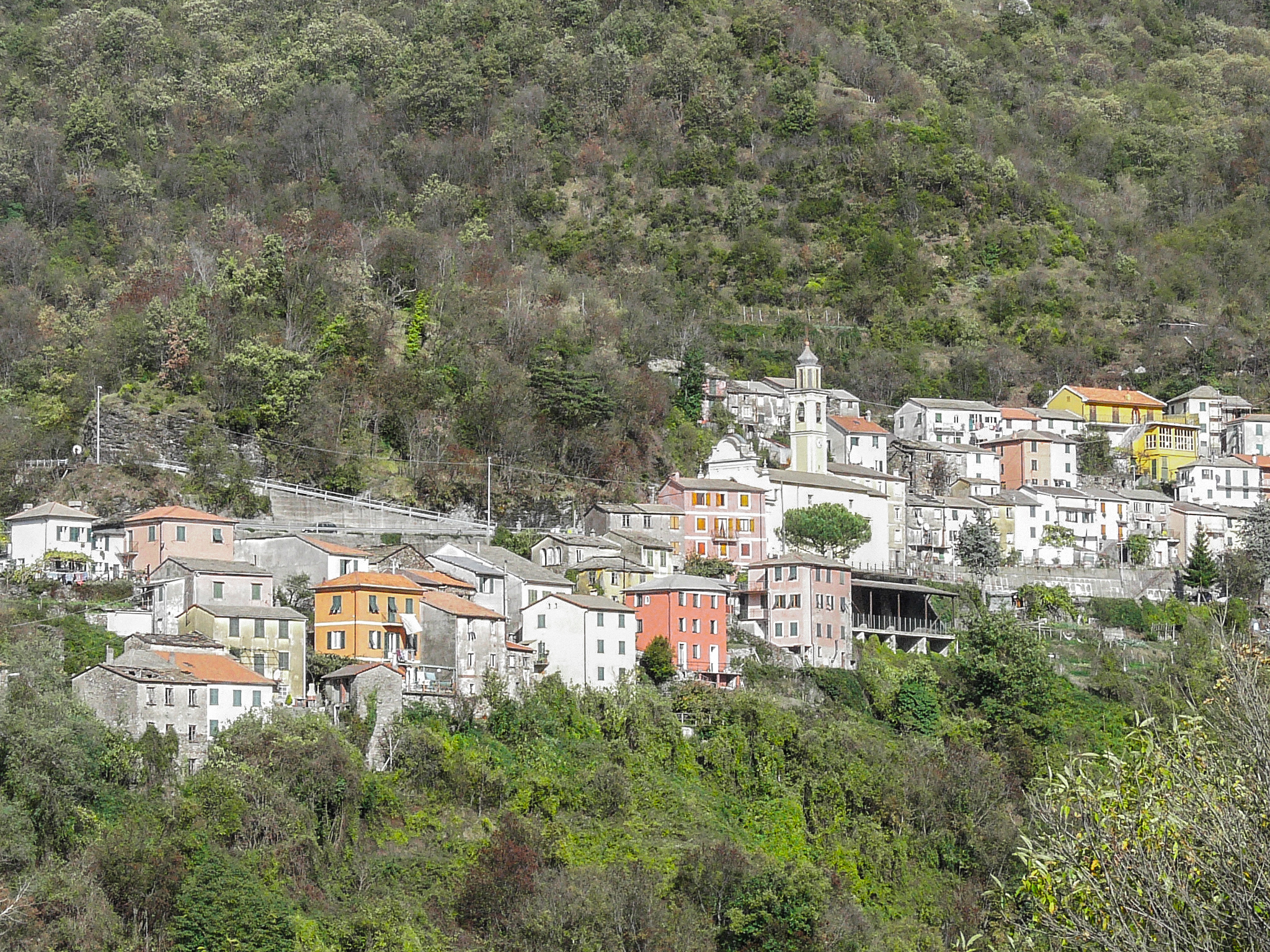
La frazione di Roccatagliata

Il territorio comunale è amministrativamente diviso nelle quattro frazioni che compongono il comune: Neirone (sede del municipio), Ognio, Roccatagliata e San Marco d'Urri, per un totale di 30,24 km2.
Dal punto di vista demografico e urbanistico, tuttavia, il comune riporta l'esistenza di nove frazioni, aggiungendo le località di: Corsiglia, Giassina, Forcossino, Acqua di Ognio e Donega.
Lo stesso comune di Neirone segnala ufficialmente ulteriori suddivisioni minori con le località di: Cravaria, Orticeto, Cerisola, Montefinale, Rosasco, Carpeneto, Cugno, Bescalupo, Feia, Il Poggio, Aia Zanello, Siestri, Bugne, Sciarre, Pian di Terrile, Bassi, Lezzaruole, Bozzola, Cazarina e Pian Croso.
Confina a nord con il comune di Torriglia, a sud con Uscio, Tribogna e Moconesi, ad ovest con Lumarzo e ad est con Lorsica (exclave di Barbagelata) e Favale di Malvaro.

### Frazioni
- Ognio (Êugno in ligure). Collocata in posizione panoramica, la frazione è in prossimità della strada statale 225 della Val Fontanabuona. La locale chiesa parrocchiale è intitolata a san Rocco, e risale almeno al 1603, quando fu ordinata parrocchia. La ricorrenza patronale è il 16 agosto. Dista dal centro di Neirone circa 2.5 km.
- Roccatagliata. Sede dei conti Fieschi di Lavagna, che qui edificarono un castello a ridosso del poggio sopra l'abitato, distrutto nel XVI secolo, dopo il passaggio nella Repubblica di Genova fu sede di podesteria assieme a Neirone. Qui fu ritrovata la tomba a cassetta risalente a un periodo tra il V e VI secolo a.C., oggi conservata al museo archeologico di Pegli. La locale chiesa parrocchiale è intitolata a san Lorenzo martire. Dista dal centro di Neirone circa 6 km lungo la strada provinciale 21.
- San Marco d'Urri. La frazione è a sua volta e suddivisa in piccole borgate sparse nella vallata dell'omonimo rio Urri: Lezzaruole, Casserina, Bossola, Pezza, Ciliegia. I residenti nella frazione sono rimasti una cinquantina dopo che molti degli abitanti originari si trasferirono nel capoluogo genovese nel secondo dopoguerra. Il nome della frazione si spiega con il fatto che i Veneziani furono i fondatori[17] dell'originario villaggio, che venne così chiamato in onore di san Marco Evangelista, patrono di Venezia. La parte di toponimo Urri risale invece all'epoca dei Longobardi, popolazione alla quale si richiamano numerosi altri borghi della zona, come Bossola, Tasso, Tassorello ecc.. Il toponimo viene fatto derivare da Uri, dio della caccia e della neve. La locale chiesa parrocchiale è intitolata a san Marco evangelista. Dista dal centro di Neirone circa 9 km.
  - Donega. Donega è una località del comune che dista 2,94 km da Neirone e 2,99 km da San Marco d'Urri[18]. I Rusenenti di Andrea Ceccon hanno dedicato una canzone a Donega.[19]

## Economia

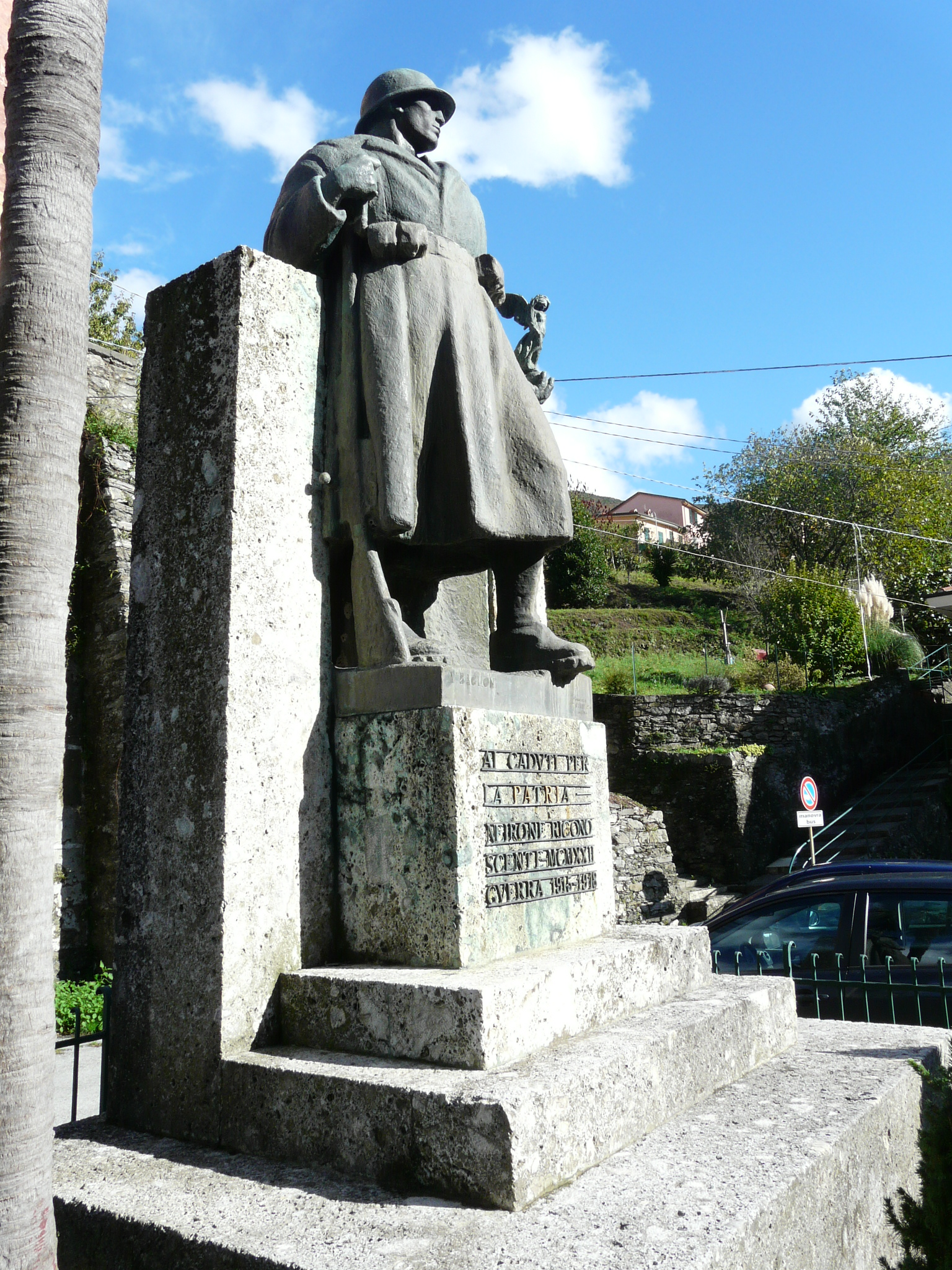
Monumento ai caduti di Neirone

Si basa principalmente sull'attività agricola, con la produzione e coltivazione locale di olive, ortaggi e patate. Sono inoltre praticate le selvicultura e la pastorizia.

## Infrastrutture e trasporti

### Strade
Il centro di Neirone è attraversato principalmente dalla strada provinciale 21 di Neirone che gli permette il collegamento con Moconesi, a sud, innestandosi con la strada statale 225 della Val Fontanabuona nei pressi di Gattorna (frazione di Moconesi). Ulteriore collegamento viario è la strada provinciale 20 di San Marco d'Urri passante per l'omonimo centro frazionario e con direzione verso Torriglia e, quindi, l'alta val Trebbia.

### Mobilità urbana
Dalla frazione di Gattorna (Moconesi) un servizio di trasporto pubblico locale gestito dall'AMT garantisce quotidiani collegamenti bus con Neirone e per le altre località del territorio comunale.

## Amministrazione

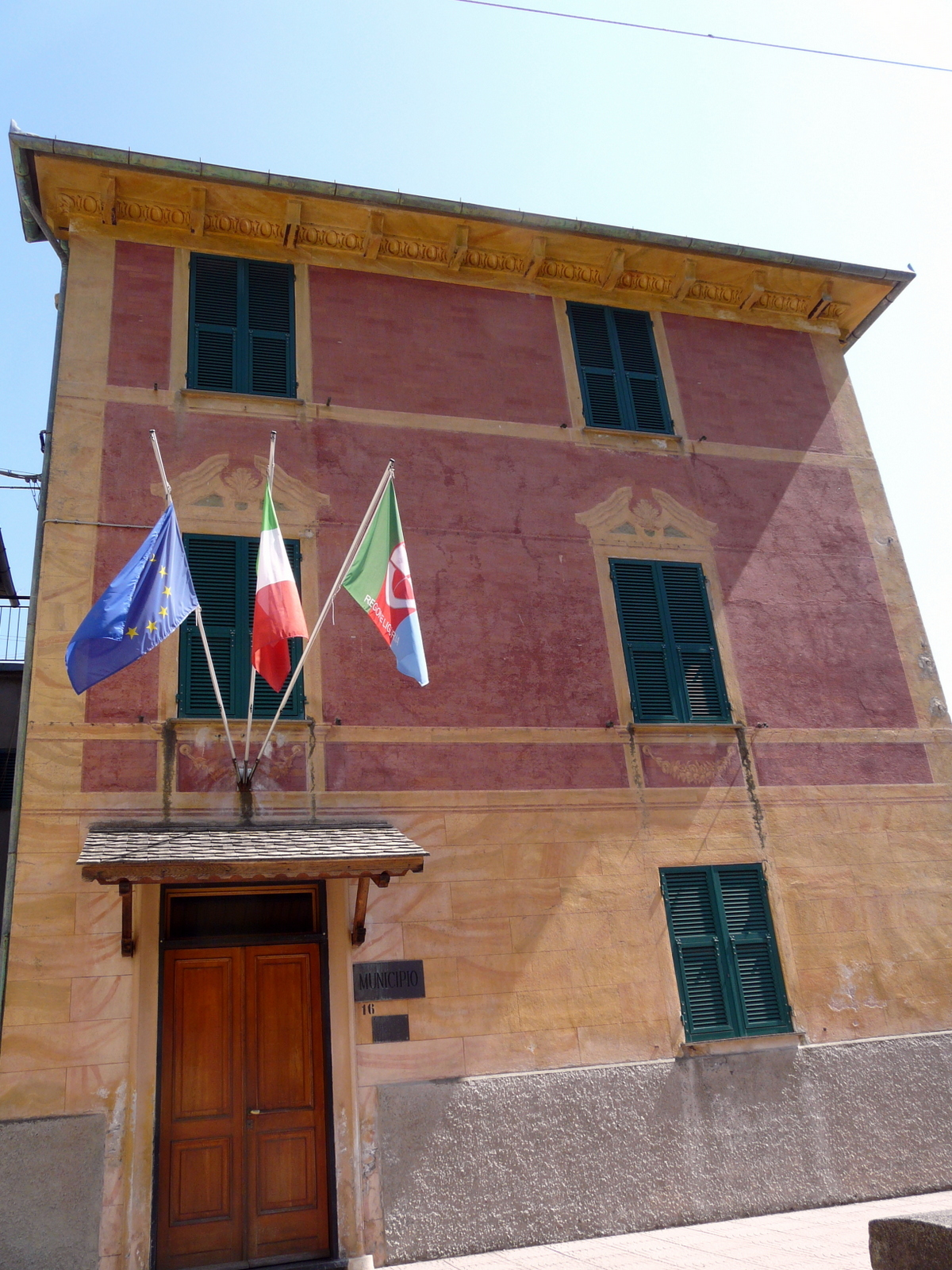
Il municipio

Segue una lista dei sindaci del comune di Neirone, dal dopoguerra a oggi.
| Periodo         | Periodo        | Primo cittadino    | Partito                                 | Carica  | Note |
| --------------- | -------------- | ------------------ | --------------------------------------- | ------- | ---- |
| 1945            | 1946           | Michele Lercari    |                                         | Sindaco |      |
| novembre 1946   | novembre 1948  | Angelo Ferretto    |                                         | Sindaco |      |
| 1948            | 1951           | Angelo Musante     |                                         | Sindaco |      |
| 1951            | 1960           | Eraldo De Martini  |                                         | Sindaco |      |
| 6 novembre 1960 | 9 gennaio 1978 | Pietro Rosati      | DC                                      | Sindaco |      |
| 1978            | 1980           | Agostino Guarnieri | DC                                      | Sindaco |      |
| 1980            | 1985           | Romano Federighi   | DC                                      | Sindaco |      |
| 16 luglio 1985  | 14 giugno 1990 | Romano Federighi   | DC                                      | Sindaco |      |
| 6 luglio 1990   | 24 aprile 1995 | Romano Federighi   | DC                                      | Sindaco |      |
| 24 aprile 1995  | 14 giugno 1999 | Romano Nestori     | lista civica                            | Sindaco |      |
| 14 giugno 1999  | 14 giugno 2004 | Stefano Sudermania | Neirone (lista civica di centro-destra) | Sindaco |      |
| 14 giugno 2004  | 8 giugno 2009  | Stefano Sudermania | Neirone (lista civica di centro-destra) | Sindaco |      |
| 8 giugno 2009   | 26 maggio 2014 | Angelo Peripimeno  | Neirone (lista civica di centro-destra) | Sindaco |      |
| 26 maggio 2014  | 26 maggio 2019 | Stefano Sudermania | Neirone (lista civica di centro-destra) | Sindaco |      |
| 27 maggio 2019  | 10 giugno 2024 | Stefano Sudermania | Neirone (lista civica di centro-destra) | Sindaco |      |
| 10 giugno 2024  | in carica      | Stefano Sudermania | Neirone (lista civica di centro-destra) | Sindaco |      |